# Afro Candy

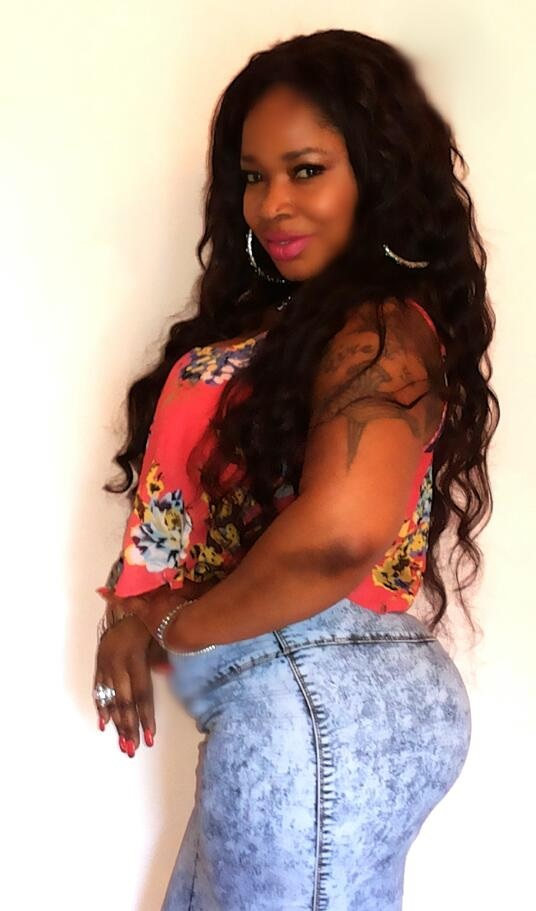

Afro Candy hay Afrocandy, tên thật là Judith Chichi Okpara Mazagwu (sinh ngày 12 tháng 7 năm 1971) là tên của một nữ diễn viên, đạo diễn, nhà sản xuất phim, ca sĩ kiêm nhạc sĩ, người mẫu và còn là một nữ diễn viên đóng phim khiêu dâm. Bà còn là người sáng lập và CEO của Invisible Twins Productions LLC.

## Lí lịch
Bà sinh ra ở bang Imo. Bà là con của hai ông bà Nze Ogadimma Opara và Agatha Opara. Khi bà còn là thiếu niên, bà đã bắt đầu diễn xuất nhưng khi bà vào đại học thì không còn thích thú như ngày trước nữa.
Bà có một tấm bằng về quản trị văn phòng và một tấm bằng cử nhân về quản trị kinh doanh. Ngoài ra, bà còn được đào tạo để làm lính cứu hỏa/nhân viên bảo vệ.

## Sự nghiệp
Bà được công ty người mẫu King George phát hiện và được khuyến khích đi theo nghiệp diễn. Afro Candy bắt đầu sự nghiệp của bà khi tham gia vào những quảng cáo của các công ty như Coca-Cola, Nixoderm và Liberia GSM. Sau đó, bà mạo hiểm bước vào ngành điện ảnh và được đóng một vài vai nhỏ. Năm 2004, bà xuất hiện trong một bộ phim tên là Dangerous Sisters với vai Susan.
Bên cạnh đó, bà cũng góp mặt trong một số bộ phim như Destructive Instinct, How Did I Get Here, Ordeal in Paradise, The Goose That Lays The Golden Eggs và nhiều bộ phim Hollywood khác với những vai diễn nhỏ.
Năm 2009, bà phát hành một ca khúc tên là "Somebody Help Me" ngay sau một album đầu tay bao hàm một ca khúc nổi tiếng với tên gọi "Ikebe Na Moni".
Năm 2011, bà cho phát hành tiếp một ca khúc tên là "Voodoo-Juju Woman".

## Phim ảnh
- Dwelling in Darkness and Sorrow
- Dangerous Sisters (2004)
- The Real Player
- End Of The Game (2004)
- Between Love
- Heaven Must Shake
- My Experience
- Ghetto Crime
- Beyond Green Pastures
- Destructive Instinct
- Queen of Zamunda